# Prionolabis habrosyne
Prionolabis habrosyne är en tvåvingeart som först beskrevs av Alexander 1970.  Prionolabis habrosyne ingår i släktet Prionolabis och familjen småharkrankar. Inga underarter finns listade i Catalogue of Life.